# Wembley Football Club
Il Wembley Football Club, noto semplicemente come Wembley FC è una società calcistica inglese con sede nella città di Wembley, borgo londinese di Brent (Londra). Milita nella Combined Counties Football League, nono-decimo livello del campionato inglese.
Il 14 marzo del 2012 la società viene acquistata dalla Budweiser (Anheuser-Busch), sponsor della FA Cup. Il 28 marzo viene ufficializzato l'ingaggio di Terry Venables come allenatore per la stagione 2012-2013.
Il 22 giugno viene reso noto tramite il sito ufficiale che per l'esordio in FA Cup faranno parte della squadra Ray Parlour, Martin Keown, Graeme Le Saux, Claudio Caniggia e Brian McBride. David Seaman sarà l'allenatore dei portieri.
La stagione 2012-2013 inizia ad agosto ma il cammino in FA Cup è breve: dopo aver eliminato il Langford (3-2), pareggiano contro l'Uxbridge (2-2) per poi perdere il replay per 5-0.

## Cronistoria
- 1946: nasce il Wembley Football Club
- 1951: è uno dei membri fondatori della Delphian League
- 1955-1956: si classifica al secondo posto della Delphian League
- 1956-1957: s'iscrive alla Corinthian League
- 1963-1964: viene sciolta la Corinthian League. Come la maggior parte degli altri club s'iscrive alla Athenian League Division One.
- 1967-1968: raggiunge il secondo posto nell'Athenian League Division One. Viene promossa in Premier Division.
- 1973-1974: con la riorganizzazione del campionato la Division One diviene il massimo livello del calcio inglese.
- 1974-1975: raggiunge il secondo posto nell'Athenian League Division One.
- 1975-1976: s'iscrive alla Isthmian Division League Two
- 1977-1978: la Division Two viene rinominata Division One
- 1996: retrocessione in Division Two.
- 1997: promozione in Division One.
- 1999: retrocessione in Division Two.
- 2003: in seguito alla riorganizzazione del campionato si trasferisce nella Division One North
- 2003: retrocessione in Division Two.
- 2007: s'iscrive alla Combined Counties Football League.

## Palmarès

### Competizioni regionali
- Spartan League: 1

1950-1951 (Western Division)

### Altri piazzamenti
- Athenian League:

Secondo posto: 1974-1975
- Delphian League:

Secondo posto: 1955-1956
- London Senior Cup:

Finalista: 1955-1956

## Organico 2011-2012

### Rosa
| N. |                        | Ruolo | Calciatore                |
| -- | ---------------------- | ----- | ------------------------- |
|    | Colombia (bandiera)    | P     | Arlys Moreira             |
|    | Inghilterra (bandiera) | P     | Lee Pearce                |
|    | Nigeria (bandiera)     | P     | Ini Amaegbe               |
|    | Canada (bandiera)      | D     | Andre Rouse               |
|    | Inghilterra (bandiera) | D     | Andy Walker               |
|    | Inghilterra (bandiera) | D     | Oliver Weston             |
| 31 | Inghilterra (bandiera) | D     | Graeme Le Saux            |
| 69 | Inghilterra (bandiera) | D     | Martin Keown              |
|    | Inghilterra (bandiera) | D     | Alex Low                  |
|    | Inghilterra (bandiera) | D     | Chris Korten              |
|    | Irlanda (bandiera)     | D     | Conor Carroll             |
|    | Inghilterra (bandiera) | D     | Daniel Hailstones-Hopkins |
|    | Inghilterra (bandiera) | D     | Toby Webb                 |
|    | Inghilterra (bandiera) | D     | Gary Linton               |
|    | Scozia (bandiera)      | D     | Phil McCracken            |
|    | Inghilterra (bandiera) | D     | John-Paul Nerden          |
|    | Irlanda (bandiera)     | D     | Kristian Hale             |
|    | Inghilterra (bandiera) | D     | Marco Black               |
|    | Inghilterra (bandiera) | D     | Taiwo Eden                |
| 30 | Inghilterra (bandiera) | C     | Ray Parlour               |
| 40 | Marocco (bandiera)     | C     | Youssef Chippo            |
|    | Inghilterra (bandiera) | C     | Phil Merritt              |
|    | Inghilterra (bandiera) | C     | Bryan Marshe              |

| N. |                        | Ruolo | Calciatore        |
| -- | ---------------------- | ----- | ----------------- |
|    | Inghilterra (bandiera) | C     | Ian Bates         |
|    | Danimarca (bandiera)   | C     | Densal Davidsen   |
|    | Inghilterra (bandiera) | C     | Jumo Mitchell     |
|    | Inghilterra (bandiera) | C     | Meshach Williams  |
|    | Inghilterra (bandiera) | C     | Mitchell Pont     |
|    | Inghilterra (bandiera) | C     | Peter Elvin       |
|    | Irlanda (bandiera)     | C     | Rob Byron         |
|    | Inghilterra (bandiera) | C     | Alex Mokem-Kane   |
|    | Inghilterra (bandiera) | A     | Joel Bevis        |
|    | Messico (bandiera)     | A     | Hector Gutierrez  |
|    | Ghana (bandiera)       | A     | Kobi Ansong Osei  |
|    | Scozia (bandiera)      | A     | Paul McComb       |
|    | Inghilterra (bandiera) | A     | Paul Shelton      |
|    | Inghilterra (bandiera) | A     | Stephan Augustine |
|    | Inghilterra (bandiera) | A     | Daryl Atkins      |
|    | Irlanda (bandiera)     | A     | Carl Leaburn      |
|    | Inghilterra (bandiera) | A     | Dean Linton       |
|    | Inghilterra (bandiera) | A     | Dean Sylvestre    |
|    | Galles (bandiera)      | A     | Adrian Dinham     |
| 32 | Argentina (bandiera)   | A     | Claudio Caniggia  |
| 33 | Stati Uniti (bandiera) | A     | Brian McBride     |
| 34 | Inghilterra (bandiera) | A     | Danny Dichio      |
| 99 | Bolivia (bandiera)     | A     | Jaime Moreno      |